# Cyclocephala carinatipennis
Cyclocephala carinatipennis är en skalbaggsart som beskrevs av Martinez och Moron 1984. Cyclocephala carinatipennis ingår i släktet Cyclocephala och familjen Dynastidae. Inga underarter finns listade i Catalogue of Life.